# آدم‌گریز طوقی
آدم‌گریز طوقی (نام علمی: Pipilo ocai) نام یک گونه از سرده آدم‌گریز است.